# 曹光旱
曹光旱（？—），安徽庐江人，浙江大学教授。

## 生平
1986年本科毕业于安徽师范大学，1995年于中国科学技术大学获博士学位。随后在浙江大学、日本材料研究所、日本东京大学做访问研究。1997年任教于浙江大学，现任浙江大学物理系求是特聘教授。

## 学术贡献
主要从事高温超导以及关联电子材料研究工作。发表论文350余篇，主持国家重点研发计划课题、国家自然科学基金项目等十余项。指导两名研究生获“全国百篇优秀博士论文”提名奖。

## 奖励
- 2012年，获教育部自然科学一等奖（第二完成人）[4]
- 2019年，获教育部自然科学二等奖（第一完成人）